# 勞爾·拉布拉多

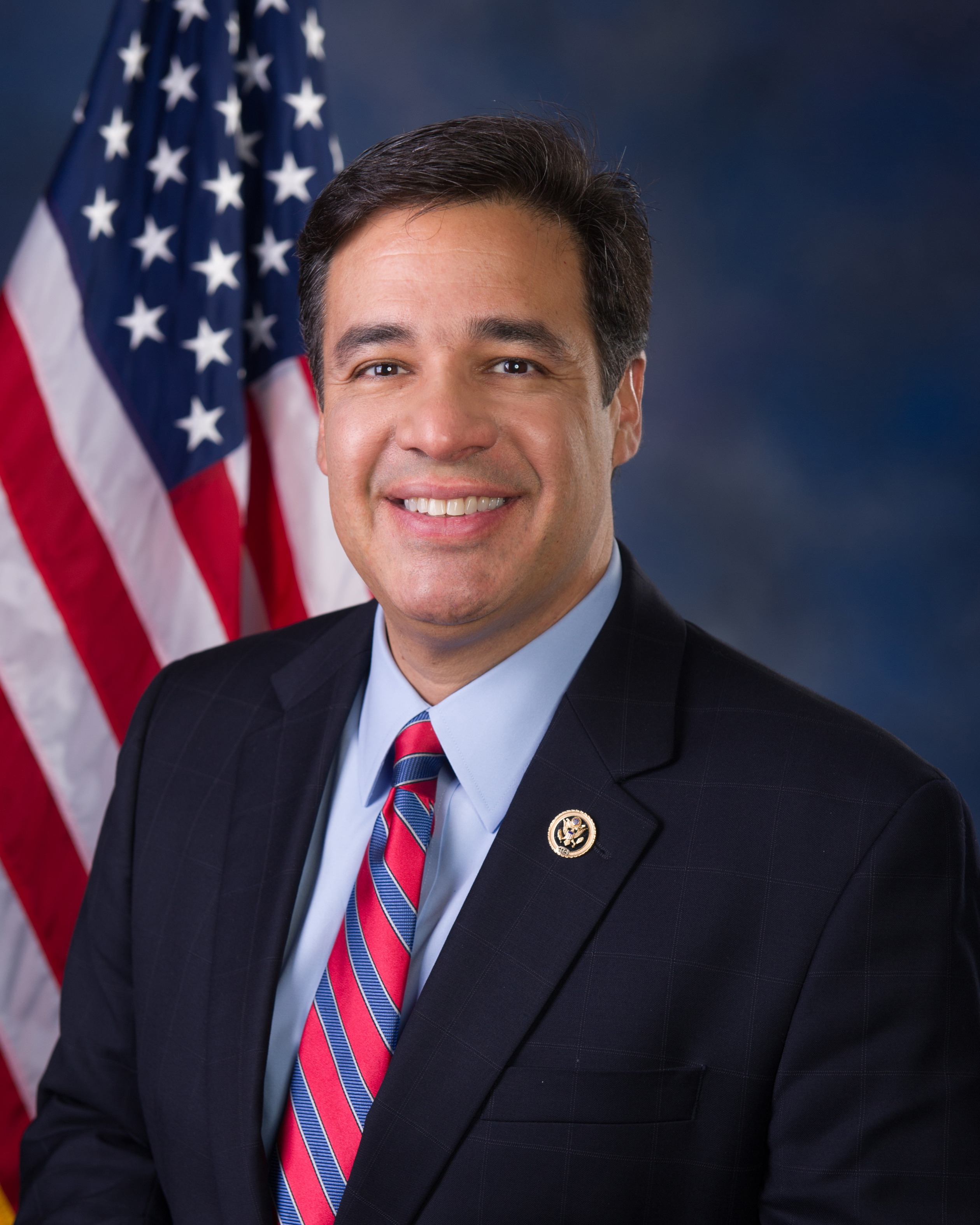
勞爾·拉布拉多

勞爾·拉布拉多（Raúl Labrador，1967年12月8日—）是美國的一位政治家。自2011年開始，他擔任愛達荷州第一選區的美國聯邦眾議院眾議員。他的黨籍是共和黨。在當選國會議員之前，他是愛達荷州眾議院議員。2016年，他被選為最受歡迎的50位拉丁裔共和黨人。2022年當選愛達荷州總檢察長。他出生在波多黎各。